# 道の駅藤樹の里あどがわ
道の駅藤樹の里あどがわ（みちのえき とうじゅのさと あどがわ）は、滋賀県高島市安曇川町青柳にある国道161号の道の駅である。

## 概要
2006年（平成18年）6月16日に開業。高島市の特産品販売のほかに、高島市特産の「アドベリー」（ボイセンベリーの愛称、旧町名の安曇川が由来）の果実・加工品（ジャムなど）が販売されている。
また、2019年（平成31年・令和元年）において、滋賀県内の道の駅では1位となる約85万5千人の利用者を記録している。

## 施設
- 駐車場
  - 普通車：97台[6]
  - 大型車：15台[6]
  - 身障者用：3台[6]
- トイレ
  - 男：大・小20
  - 女：15
  - 身障者用：2
- 観光案内所（9:00 - 18:00）[6]
- 高島みちくさ市場（直売所、9:00 - 18:00）[6]
- 安曇川キッチン（レストラン、9:00 - 17:00）[6]
- 安曇川グリル（同上、11:00 - 18:30）[6]
- 工芸品売場（扇子ギャラリー・体験工房併設、9:00 - 18:00）
  - ここでは滋賀県の伝統工芸品である「高島扇骨」（たかしませんこつ）の歴史が展示されている[11][12]。
- ローソン安曇川店（コンビニエンスストア、24時間営業）

### 管理団体
- 設置者：高島市
- 指定管理者：一般財団法人高島まちおこし公社[2]

## 休館日
- 毎月第2水曜日（4月・8月・11月は営業）[6]
- 1月1日（元日）[6]

## 道路
- 国道161号（高島バイパス）[8] - 登録路線
  - 滋賀県道558号高島大津線

## 周辺
- 藤樹書院
- 高島市立安曇川図書館
- 西日本旅客鉄道（JR西日本）湖西線 安曇川駅
- 安曇川